# Andra and The BackBone
Andra and The BackBone es una banda de género rock de Indonesia. La banda fue creada por Andra Ramadan, el guitarrista de la banda de Dewa 19. Además quien también formó parte de un proyecto musical junto al cantante y músico Ahmad Dhani, compañero de su banda  Ahmad Band.
La banda lanzó su primer álbum debut homónimo en el 2007 con el sello EMI Indonesia. Este álbum también fue lanzado en Malasia, con diferentes obras de arte.
Su primer sencillo de su primer álbum, se lanzó la canción titulada "Musnah", se convirtió en un gran éxito en su país Indonesia, ubicándose en los primeros lugares de todas partes de las listas radiales nacionales. Su videoclip también recibió una gran difusión por MTV.

## Discografía

### Álbumes de estudio

#### Andra & The Backbone (2007)
Andra & The Backbone es el primer álbum de estudio del grupo, lanzado en 2007 con «Musnah» como sencillo principal.

##### Pistas musicales
1. Terdalam
2. Pujaan Hati
3. Musnah
4. Dan Tidurlah
5. Lagi... Dan Lagi...
6. Saat Dunia Masih Milik Kita
7. Hanya Dirimu
8. Ditelan Bumi
9. Perih
10. Sempurna
11. Dengarkan Aku
12. Surrender
13. Selamat Tinggal Masa Lalu

#### Season 2 (2008)
Season 2 es el segundo álbum, lanzado en 2008.

##### Pistas musicales
1. Main Hati
2. Hitamku
3. Sahabat
4. Seperti Hidup Kembali
5. Tak Ada Yang Bisa

##### Sencillos
1. Main Hati

#### Love, Faith & Hope (2010)
Love, Faith & Hope es el tercer álbum, lanzado en marzo de 2010.

##### Track listing
- Pagi Jangan Cepat Datang
- Tunggu Aku
- Jalanmu Bukan Jalanku
- Mimpi Burukmu
- Love Faith And Hope
- Muak (Acoustic Version)
- Lagi Dan Lagi (Acoustic Version)
- Pujaan Hati (Acoustic Version)
- Terdalam (Acoustic Version)
- Seperti Hidup Kembali (Acoustic Version)

##### Sencillos
1. Jalanmu Bukan Jalanku
2. Tunggu Aku
3. Pagi Jangan Cepat Datang
4. Mimpi Burukku

#### IV (2011)
IV is the fourth album, released in December, 2011.
This is the first album under the new record label GPS Record. First single from this album is Alibi.

##### Track listing
- Alibis

- Cliche
- Maafkan
- Bersedih
- Lullaby
- Chemistry
- Dream on... Move on...
- The time traveler
- Saat dunia masih milik kita
- Lagi dan lagi

##### Sencillos
1. Alibi
2. Cliche
3. Bersedih

### Compilaciones
- The Best of Republik Cinta Vol. 1